# Oligia leuconephra
Oligia leuconephra là một loài bướm đêm trong họ Noctuidae.